# Cliqz
Cliqz est un navigateur web développé par la société allemande Cliqz GmbH. C'est un fork du navigateur web Firefox  mettant l'accent sur la protection de la vie privée. Il comporte un crowdsourcing anti-mécanisme de suivi et un moteur de recherche intégré dans le navigateur, en utilisant son propre index de pages web pour produire des suggestions dans la barre d'adresse déroulante plutôt que sur des pages séparées. Les développeurs du navigateur font valoir que les autres moteurs de recherche axés sur la protection de la vie privée peuvent encore passer l'adresse IP de l'utilisateur aux fournisseurs de recherche-tiers. Cliqz est disponible comme navigateur web pour ordinateur et mobile, mais aussi comme extension pour Firefox lui-même.

## Historique
La société Cliqz GmbH est détenue en majorité par Hubert Burda Media. En août 2016, Mozilla, développeur de Firefox, fait un investissement minoritaire dans Cliqz. Cliqz envisage finalement de commercialiser le logiciel par le biais d'un programme connu sous le nom Cliqz Offers, qui fournira des offres sponsorisées aux utilisateurs en fonction de leurs intérêts et de leur historique de navigation. Toutefois, ces recommandations seront traitées localement sur la base d'un référentiel d'offres distant, sans qu'aucune donnée personnellement identifiable ne soit envoyée à des serveurs distants.
Le 15 février 2017, Cliqz International GmbH, une filiale en propriété exclusive de Cliqz GmbH, fait l'acquisition de l'extension de navigateur axée sur la confidentialité Ghostery,.
Le 29 avril 2020, affectée par la pandémie de Covid-19 et les retombées économiques qui en découlent, la société éditrice annonce cesser le développement du navigateur et du moteur de recherche, estimant au passage avoir échoué à informer le public sur les alternatives aux grands moteurs de recherche.

## Intégration au sein de Firefox
Le 6 octobre 2017, Mozilla  annonce un test où moins de 1 % des utilisateurs qui téléchargent Firefox en Allemagne allait recevoir une version avec Cliqz logiciel inclus. La fonctionnalité fournit des recommandations directement dans le champ de recherche du navigateur, pour les nouvelles, la météo, les sports et d'autres sites web, en fonction de l'historique de navigation et des activités de l'utilisateur. Le communiqué note que « les utilisateurs qui reçoivent une version de Firefox avec Cliqz auront leur activité de navigation envoyée sur les serveurs de Cliqz, y compris les adresses URL des pages qu'ils visitent » et que « Cliqz utilise plusieurs techniques pour tenter de supprimer les données sensibles des données de navigation avant de les envoyer à partir de Firefox. »
Selon le site Web d'assistance de Firefox, cette version de Firefox collecte et envoie des données à la société Cliqz, notamment du texte saisi dans la barre d'adresse, des requêtes à d'autres moteurs de recherche, des informations sur les pages web visitées et leurs interactions, notamment les mouvements de la souris, le défilement et le temps passé ; et les interactions de l'utilisateur avec l'interface utilisateur du logiciel Cliqz. Ces données sont liées à un identifiant unique permettant à Cliqz de suivre les performances à long terme. Les données d'interaction collectées et envoyées à la société Mozilla incluent notamment le nombre de visites sur les pages de moteurs de recherche, les moteurs de recherche utilisés et un identifiant Cliqz. La collecte de données est activée par défaut. les utilisateurs doivent choisir de ne pas participer s'ils ne souhaitent pas que les données soient transmises.